# روژه-ایو بوس
روژه-ایو بوس (فرانسوی: Roger-Yves Bost‎؛ زادهٔ ۲۱ اکتبر ۱۹۶۵) سوارکار اهل فرانسه است.
وی همچنین برندهٔ جوایزی همچون لژیون دونور (شوالیه) شده‌است.
وی در مسابقات کشوری و بین‌المللی در مجموع برندهٔ ۳ مدال طلا، ۲ مدال نقره، ۱ مدال برنز شده‌است.